# Fade Up
Fade Up est un single du producteur Zeg P en featuring avec le rappeur belge Hamza et le rappeur français SCH sorti le 24 juin 2022. Il a culminé au numéro un du Top Singles où il est resté pendant trois semaines non consécutives.

## Classements

### Classements hebdomadaires
| Classements (2022)                      | Meilleure position |
| --------------------------------------- | ------------------ |
| Belgique (Wallonie Ultratop 50 Singles) | 2                  |
| France (SNEP)                           | 1                  |
| France (Club 40)                        | 2                  |
| Suisse (Schweizer Hitparade)            | 14                 |

## Certifications
| Région                                                                                                 | Certification | Ventes/Streams |
| --- | ------------- | -------------- |
| France (SNEP)                                                                                          | Diamant       | 50 000 000*    |
| *Ventes selon la certification ^Mise en rayon selon la certification xNon précisé par la certification |               |                |